# ČZ vz. 24
pistole vz. 24 - чехословацький пістолет міжвоєнного періоду

## Історія
Vz.24 є розвитком пістолета Vz.22 під патрон 9mm Short. Vz.24 перебував на озброєнні чехословацької армії до початку Другої світової війни. Виробництво велося до німецької окупації Чехословаччини в 1939 році. 
З 1924 по 1939 рр. було вироблено близько 190 тисяч штук. Під час окупації ця зброя все ж вироблялося, але невеликими партіями, і в 1944 році випуск був припинений остаточно.

## Конструкція
Автоматика пістолета працювала за схемою використання віддачі при короткому ходу ствола. Замикання каналу ствола здійснюється його поворотом за допомогою бойових виступів, розташованих в тильній частині. Ударно-спусковий механізм куркового типу, одинарної дії, з попереднім взводом курка. 
На лівій стороні рами розташований замикач ствола, а також важіль і кнопка ручного запобіжника. Запобіжник включався натисканням на його важіль вниз, а вимикався натисненням кнопки. На нижній поверхні рукоятки розміщена засувка однорядного магазина. В цілому, пістолет має невідповідно потужності використовуваного патрона складність конструкції, так як він проектувався під більш потужний патрон 9mm Parabellum.
Перевагами пістолета були невеликі габарити і маса, а також наявність затримки затвора. Основним недоліком, який служив причиною невисокої надійності роботи при забрудненні механізму, була надмірно складна конструкція замикання при використанні малопотужного патрона.

## Країни - експлуатанти
- Третій Рейх: під назвою Pistole 24(t)
- Фінляндія: Фінляндія замовила партію з 3285 пістолетів у Німеччині - прибули 26.09.1940. Широко використовувались під час війни. На 1951 на озброєнні 1723. Продані на міжнародному зброярському ринку в 1986[2].
- Чехословаччина
- Словаччина